# Шахдаринский хребет
Шахдари́нский хребе́т — горный хребет на юге Западного Памира. Административно расположен на территории Горно-Бадахшанской автономной области Таджикистана. Служит водоразделом рек Шахдара и Пяндж.
Шахдаринский хребет состоит из меридионального Ишкашимского хребта (западная часть) и субширотного собственно Шахдаринского хребта (средняя и восточная части). На востоке продолжается Ваханским хребтом. Длина Ишкашимского хребта составляет 95 км, максимальная высота — 6096 м (пик Маяковского). Протяжённость Шахдаринского хребта — 105 км, высшая точка — пик Карла Маркса (6726 м). Другие высокие вершины хребта: пик Энгельса (6510 м) и пик Маяковского (6096 м).
Вдоль подножия северного склона хребта тянется широкая платообразная поверхность, южный склон глубоко изрезан узкими ущельями. На склонах высокогорные степи и луга. В высокогорье насчитывается более 300 ледников общей площадью 269 км².